# Herbert Hoover
Pour les articles homonymes, voir Hoover.
Herbert Clark Hoover /ˈhɝbɚt klɑɹk ˈhuvɚ/, dit Herbert Hoover, né le 10 août 1874 à West Branch (Iowa) et mort le 20 octobre 1964 à New York (État de New York), est un homme d'État américain. Membre du Parti républicain, il est le 31e président des États-Unis, en fonction de 1929 à 1933. La quasi-totalité de sa présidence fut marquée par la Grande Dépression.
D'origine modeste et orphelin très jeune, Herbert Hoover est l'incarnation du rêve américain. Diplômé en géologie en 1895, il parcourt le monde et fait fortune dans l'industrie minière. Lors de la Première Guerre mondiale, il met sa carrière de côté et se consacre à l'aide humanitaire. Son activité le conduit à prendre la tête de l'aide alimentaire aux États-Unis lorsque le pays s'engage dans le conflit. Engagé au Parti républicain, il soutient Warren G. Harding lors de l'élection présidentielle de 1920. Progressivement, il gravit les échelons au sein du parti et exerce les fonctions de secrétaire au Commerce pendant sept ans. Très populaire et artisan du boom économique du pays durant la décennie, il est logiquement élu président lors de l'élection présidentielle de 1928.
Son mandat est marqué par la Grande Dépression et la dégradation des relations internationales des États-Unis avec l'Europe. Incapable de résorber les effets de la crise, il est vaincu par Franklin Delano Roosevelt lors de l'élection présidentielle de 1932. Il passe les trente-deux années suivantes à restaurer son image, dégradée par sa gestion de la crise. Internationaliste de raison, il est isolationniste de 1930 à 1941. Après la mort de Roosevelt, il parvient à revenir sur le devant de la scène, étant à la tête de deux commissions chargées d'améliorer l'efficacité du gouvernement fédéral. Hoover est considéré comme un président moyen, étant généralement classé dans la troisième tranche dans les classements réalisés par les historiens et la presse.

## Biographie

### Jeunesse

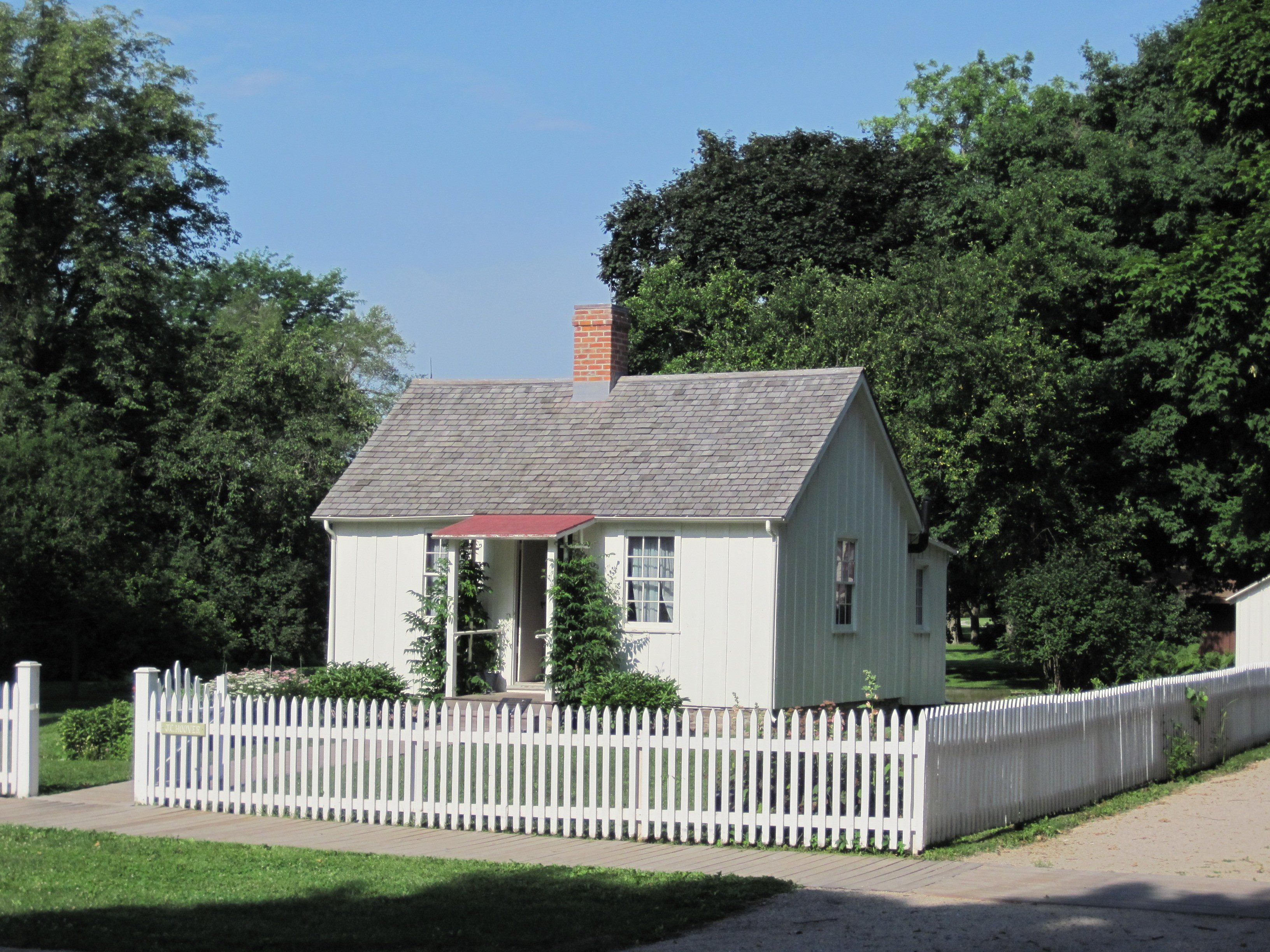
Maison natale d'Herbert Hoover à West Branch.

Herbert Hoover, âgé de trois ans, en 1877.

Herbert Hoover est né le 10 août 1874 à West Branch, une petite ville située à cheval entre les comtés de Cedar et Johnson dans l'Iowa. Il est le fils de Hulda Randall Minthorn et de Jesse Hoover, maréchal-ferrant. Sa mère a grandi à Norwich en Ontario au Canada avant de déménager dans l'Iowa en 1859. Il a des origines anglaises et irlandaises par sa mère ; allemandes, anglaises et suisses par son père,. Comme la plupart des habitants de West Branch, ses parents étaient des Quakers,,.
À l'âge de deux ans, il contracte ce qu'on appelle le croup, une affection respiratoire, dont il ne réchappa que grâce à l'intervention de son oncle médecin et homme d'affaires, John Minthorn. Son père meurt en 1880 à 34 ans, alors qu'il n'a que six ans. Sa mère meurt quatre ans plus tard, le laissant orphelin avec son frère aîné Theodore et sa petite sœur May,. En 1885, il quitte l'Iowa avec son frère et sa sœur pour rejoindre Newberg en Oregon, où habite son oncle John. Comme à West Branch, une importante communauté Quakers habitait à Newberg. Quittant très tôt l'école, il apprit les mathématiques en autodidacte,.

### Formation et carrière professionnelle

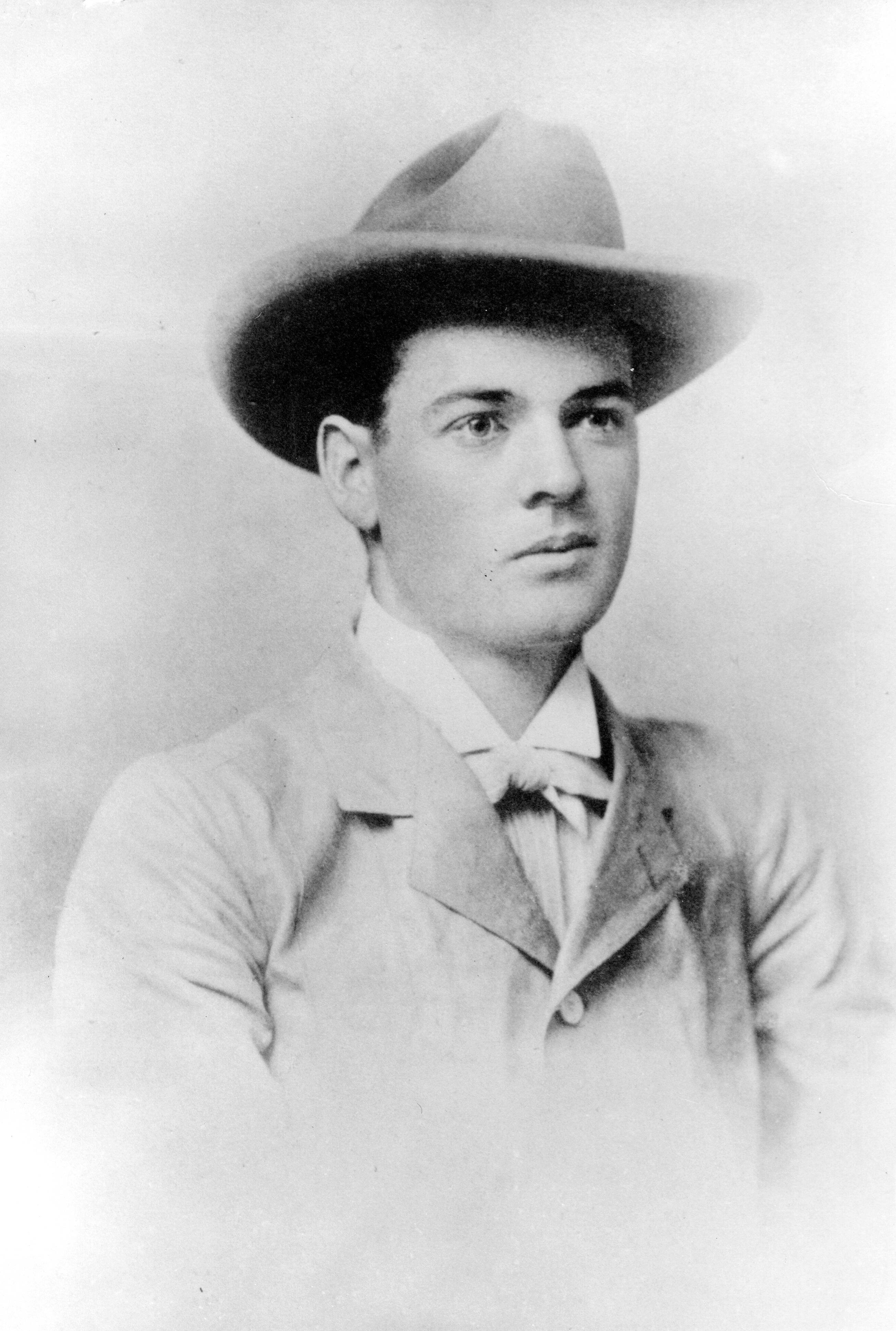
Herbert Hoover en 1892

En 1891, après plusieurs échecs, il parvint à intégrer l'université Stanford, principalement grâce à sa réussite à l'examen de mathématiques,. Il s'inscrit d'abord en génie mécanique puis en géologie et obtient son diplôme en 1895. Il y rencontre sa future épouse, Lou Henry, en 1893. C'est elle qui le convainc de s'expatrier en Australie pour trouver du travail comme ingénieur des mines et géologue. Son côté autodidacte et son obsession de la réussite le poussèrent à s'opposer à l'introduction du salaire minimum et à une assurance en cas d'accident au sein de son entreprise qui exploitait des mines d'or. Il demanda Lou en mariage en 1898 en lui envoyant un télégramme, après avoir appris qu'elle avait obtenu son diplôme en géologie. Ils se marièrent le 10 février 1899. La même année, son entreprise Bewick, Moreing & Co. lui proposa un nouveau poste en Chine, à la suite d'un conflit avec son patron, Ernest Williams. Il dut gérer de nombreuses mines d'or dans la région de Tianjin et apprit le mandarin, tout comme son épouse Lou Henry. Il déplorait un manque d'efficacité des ouvriers chinois et les considérait comme étant d'une race inférieure. Néanmoins, il tenta d'introduire de nouvelles méthodes de travail ainsi que de récompenser les ouvriers les plus méritants. La révolte des Boxers et la bataille de Tien-Tsin abrégèrent le séjour des Hoover en Chine, qui retournèrent en Australie. Herbert aida même les troupes américaines présentes sur place pour mater la rébellion.
En 1905, il fonda sa propre compagnie, la Zinc Corporation Limited, près de Broken Hill en Nouvelle-Galles du Sud et mis au point de nouvelles méthodes d'extraction,. Dans le même temps, il commença à s'éloigner de Bewick, Moreing & Co. après que le gouvernement britannique ait lancé des enquêtes sur les pratiques et les actions financières de l'entreprise. Il récupéra ses parts en 1908.
Durant ses rares moments de temps libre, Hoover écrivait des essais techniques sur la gestion des mines ou sur d'autres choses. Son essai Principles of Mining, publié en 1909, fut longtemps un classique. Dans son ouvrage, il défendit le principe de la journée de huit heures ainsi que la possibilité pour les travailleurs de fonder un syndicat. En 1912, il traduisit avec son épouse Lou Henry le De re metallica du savant allemand Georgius Agricola,. La traduction est encore une référence actuellement. Il rejoignit également le conseil d'administration de l'université Stanford, et parvint à faire élire l'ancien titulaire de la chaire d'archéologie de l'université, John Casper Branner (en).

### Investissement dans l'humanitaire en Europe (1914-1920)

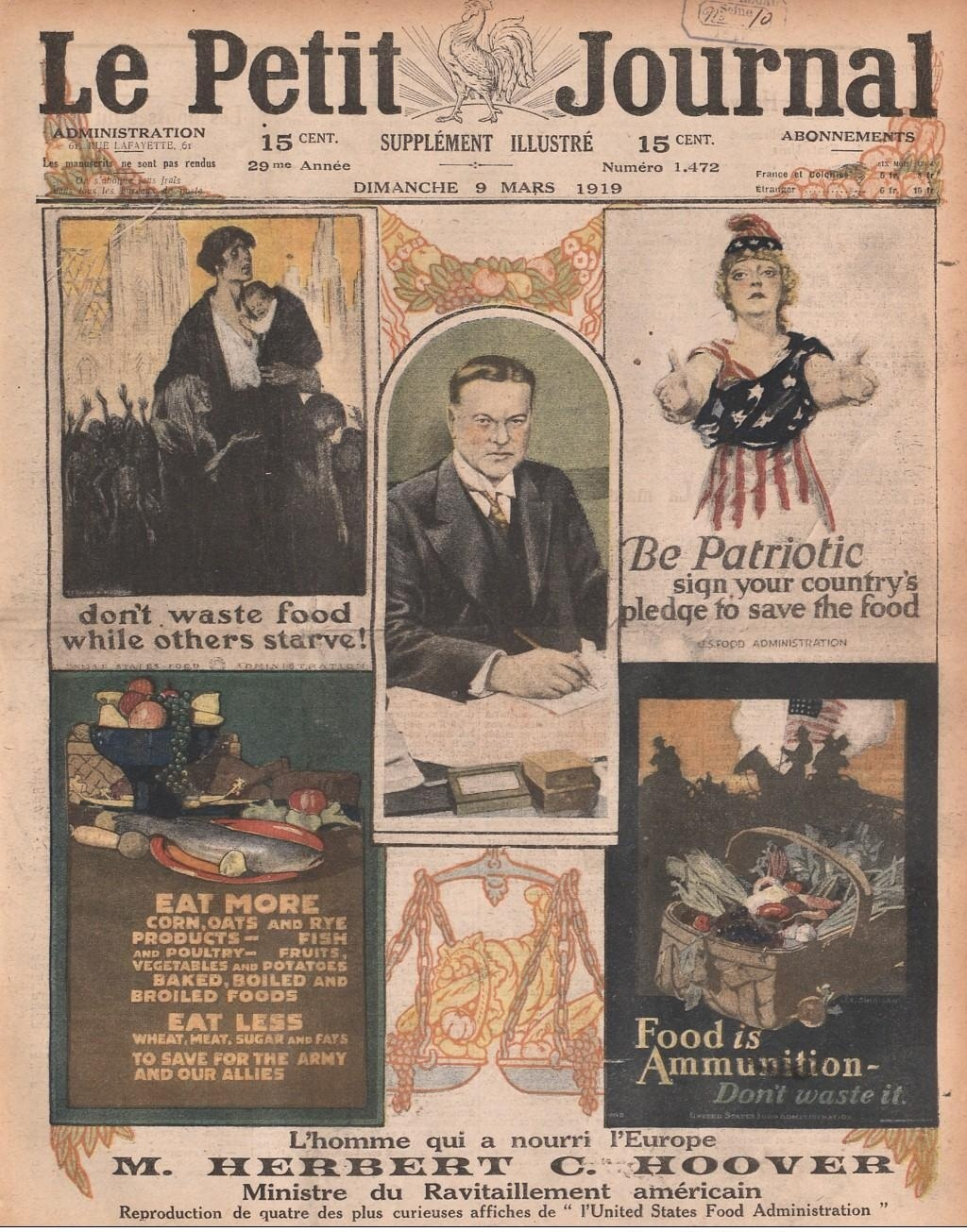
Herbert Hoover en une du quotidien Le Petit Journal, le 9 mars 1919. On peut lire en titre L'homme qui a nourri l'Europe.

En 1914, les Hoover se trouvent à Londres. Ils y vivent plutôt bien, la fortune personnelle d'Herbert étant estimée à 4 millions de dollars (soit l'équivalent de 102,1 millions de dollars en 2019),,. L'Europe continentale est menacée d'un nouveau conflit armé, quarante ans à peine après la guerre franco-prussienne. Les crises de Tanger puis d'Agadir ont ravivé les tensions entre la Triplice et la Triple Entente, tout comme les guerres balkaniques. 100 000 Américains vivaient alors en Europe. L'attentat de Sarajevo le 28 juillet fut le détonateur qui mit fin à la paix fragile qui existait. La Première Guerre mondiale venait de commencer, et déjà le président Woodrow Wilson était inquiet de la situation des Américains expatriés. Pour autant, il signa dès le 4 août une déclaration de neutralité et invitait deux semaines plus tard ses concitoyens à rester neutres « en actes comme en pensées ». Avec d'autres Américains basés à Londres, Hoover organisa le rapatriement de 20 000 de ses compatriotes aux États-Unis,. En plus de cela, il fonda la Commission for Relief in Belgium pour fournir nourriture à la Belgique, occupée par l'Empire allemand. Rapidement, le pays connut une situation alimentaire chaotique. Entre les pillages menés par l'armée impériale allemande, le blocus décidé par la Triple Entente, la dépendance au blé importé et les mauvaises récoltes (liées à l'entrée en guerre), la Belgique connut dès septembre 1914 une situation de pénurie, à laquelle les forces d'occupation n'étaient pas préparées. Rapidement, les organisations caritatives locales se trouvèrent dépourvues de ressources pour subvenir aux besoins de la population. Le baron Colmar von der Goltz, chef des forces d'occupation en Belgique, donna son accord pour qu'une commission neutre prenne en main la logistique pour ravitailler le pays en vivres. Ainsi, un Américain nommé Millard K. Shaler, résidant à Bruxelles, fut envoyé à Londres pour acheter des denrées alimentaires pour quelques milliers de dollars. Une fois sur place, il rencontra Hoover, qui avait fait parler de lui en organisant le rapatriement de ses compatriotes bloqués en Europe. L'attitude négative de la Grande-Bretagne renforça la relation entre Shaler et Hoover, qui conseilla à Shaler de passer par l'ambassade américaine. L'ambassadeur américain Walter Hines Page joua alors un rôle décisif dans le ravitaillement de la Belgique. La Commission for Relief in Belgium fut ainsi fondée le 22 octobre 1914. Elle avait pour mission de favoriser le transport de nourriture dans les territoires occupés de Belgique et du Nord de la France. C'est à la suite d'une requête du gouvernement de René Viviani que la commission commença en 1915 à acheminer des vivres dans le Nord de la France. Elle fut active jusqu'en 1919 et permit de livrer 5,1 millions de tonnes de vivres pour 9 millions de personnes (dont 2 millions de Français). Le montant total des vivres acheminées est estimé à 812 millions de dollars. Il déclara bien plus tard, à propos de son engagement humanitaire : 
«  Je ne m'en suis pas rendu compte sur le moment, mais le 3 août 1914 j'ai mis un terme à ma carrière d'ingénieur pour me lancer sur la pente glissante de la vie publique.  »

En plus de ses activités d'aide humanitaire pendant la Première Guerre mondiale, Hoover fut chargé par le président Wilson d'assurer les approvisionnements alimentaires des États-Unis après l'entrée en guerre du pays,. Hoover organisa le rationnement en imposant une journée sans viande (le mardi), puis une journée sans blé (le mercredi) et enfin une journée sans porc, tandis que la consommation de sucre fut ramenée à trois livres par personne et par mois. À propos de ces restrictions, il déclarait : 
«  Dans cette urgence, seul le mode de vie le plus simple est patriotique.  »
Encore après la fin de la Première Guerre mondiale, Hoover revint à l'aide humanitaire, aidant tous les pays touchés par le conflit, vainqueurs comme vaincus, y compris la Russie de Lénine. Impressionné par ses capacités d'organisateur, le Parti démocrate tenta de le convaincre d'adhérer au parti. Même son futur successeur à la Maison-Blanche Franklin Delano Roosevelt voyait en lui un candidat potentiel pour l'élection présidentielle de 1920. Il n'en fut rien, et Hoover rejoignit le Parti républicain.

## Parcours politique

### Secrétaire au Commerce (1921-1928)
Récompensé par son soutien à Warren G. Harding lors de élection présidentielle de 1920, il fut nommé secrétaire au Commerce. Il parvint alors à faire de ce poste de second rang au sein du cabinet un des rouages essentiels de la politique économique des États-Unis. Après la mort de Harding, il prit encore plus d'importance, au point qu'il faisait de l'ombre à Calvin Coolidge, qui avait cependant tendance à beaucoup déléguer. Étant donné le boom économique des États-Unis durant les Années folles, Hoover fut unanimement salué dans son rôle de secrétaire au Commerce,. Il fut l'un des rares à ne pas être inquiété par des enquêtes menées pour des soupçons de corruption impliquant de nombreux membres de l'administration Harding ainsi que des collaborateurs du président défunt,.

### Campagne présidentielle de 1928

Collège électoral de l'élection présidentielle de 1928.

En août 1927, le président Coolidge surprit la plupart de ses concitoyens en annonçant sa décision de renoncer à se présenter pour un nouveau mandat,. Hoover faisait partie des favoris pour remporter la nomination du Parti républicain pour l'élection présidentielle de 1928, tant son travail était reconnu de ses concitoyens et de la presse américaine. Cependant, Coolidge ne l'aimait guère, déclarant : 
«  Pendant six ans, cet homme m’a prodigué des conseils que je n’avais d’ailleurs guère sollicités et qui manquaient tous de pertinence.,.  »
 Le président sortant dû néanmoins mettre de côté sa mauvaise appréciation pour éviter une nouvelle division du Parti républicain. Hoover fut choisi dès le premier tour de scrutin de la Convention nationale républicaine de 1928 (en) à Kansas City comme candidat à la présidence,. Alors que les délégués considéraient de reprendre Charles Dawes comme candidat à la vice-présidence, Coolidge s'y opposa vigoureusement. Le sénateur fédéral du Kansas Charles Curtis fut alors un candidat de compromis. Il accepta officiellement la nomination de son parti huit semaines plus tard, au Stanford Stadium chez lui en Californie. Durant son discours d'acceptation, il déclare : 
«  Le chômage, avec son corollaire la détresse, est en grande partie en train de disparaître […] Nous sommes aujourd'hui, en Amérique, plus près du triomphe final sur la pauvreté qu'aucun autre pays ne l'a jamais été.  »
 Signe de la confiance du Parti républicain, un slogan se développe pendant la campagne : 
« A chicken in every pot, a car in every garage. »
« Un poulet dans chaque casserole, une voiture dans chaque garage. »
Le 6 novembre, il l'emporte largement au vote populaire contre Al Smith, le gouverneur de l'État de New York avec 58,2 % des voix et 444 grands électeurs,,.

### Président des États-Unis (1929-1933)

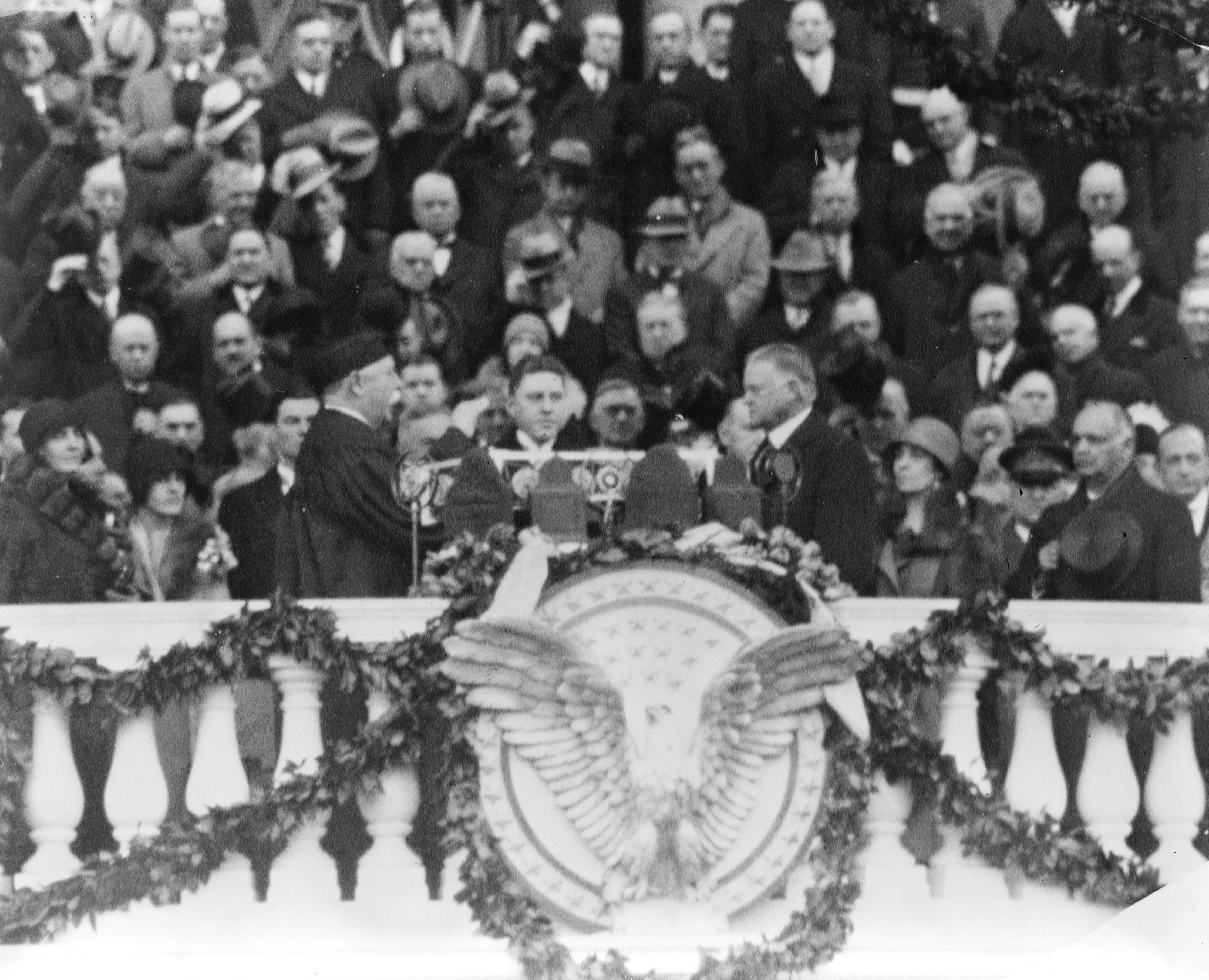
Prestation de serment de Hoover le 4 mars 1929.

Herbert Hoover fut investi comme 31e président des États-Unis le 4 mars 1929 après avoir prêté serment devant le juge en chef de la Cour suprême et ancien président William Howard Taft. Beaucoup de membres de son cabinet faisaient déjà partie des cabinets de Harding et Coolidge. Le nouveau président déborde d'optimisme et de projets, déclarant : 
«  Je n'ai aucune crainte sur l'avenir de notre pays. Il resplendit d'espoir.  »
 Cependant, un évènement aux conséquences inattendues allait tout chambouler.

#### Politique intérieure

##### Économie
La situation de l'économie américaine était fragile au moment de l'investiture de Hoover, bien que le produit national brut ait augmenté de 50 % entre 1922 et 1929. Déjà entre 1920 et 1921, le pays avait dû faire face à une dépression. La création du crédit à la consommation a entraîné une frénésie d'achats, notamment en voitures, en meubles, en phonogrammes, en machines à laver et en postes de radio. Une grande partie de ces achats se faisaient à crédit, tout comme les achats de titres boursiers dont près de 80 % des transactions se font à crédit ou sur dépôt d'autres titres, ceux-ci faisant office de garantie. Entre août 1918 et août 1929, l'économie américaine a connu 52 mois de récession sur la durée des 132 mois, la spéculation masquant en partie cette fragilité,. Or, depuis l'été 1928, la spéculation battait son plein à Wall Street. Les cours boursiers connaissent une hausse exponentielle entre le 3 mars 1928 et le 3 septembre 1929. Un mois plus tard, la bourse de New York connaît un important krach boursier. Dès le 22 octobre, de très nombreuses ventes sont enregistrées et les cours baissent de 10 %. Deux jours plus tard, 19 millions de titres sont mis en vente, pour seulement un peu plus de 12 millions de titres achetés tandis que les prix se mettent à dégringoler. Le 29, 30 millions de titres sont mis en vente en une seule journée, avec à peine plus de 50 % de titres vendus. Ces évènements marquent le début de la Grande Dépression, qui ne prit fin qu'en 1941 avec l'entrée en guerre des États-Unis durant la Seconde Guerre mondiale.

Contrairement aux idées reçues, Hoover prend très vite la mesure de la gravité des évènements. Cependant, sa vision hiérarchique et sa conviction profonde de la solidité de l'économie américaine vont l'empêcher de résorber la crise,,. Le président s'attache à rester optimiste dans ses déclarations, même si certaines d'entre-elles furent utilisées contre lui lors de l'élection présidentielle de 1932. Dans le même temps, il limita l'accès au crédit pour les ménages tout en tentant de maintenir les salaires à leurs niveaux actuels et de préserver les emplois, convoquant notamment les principaux industriels du pays à la Maison-Blanche dès le 21 novembre 1929. Pourtant, dès la fin de l'année 1929, la fragilité de l'économie américaine est révélée : 659 banques se retrouvent en faillite et la valeur globale des actions a baissé de moitié entre septembre et le 13 novembre,. Malgré sa demande auprès des industriels, ceux-ci refusent de prendre le risque d'investir. Les investissements chutent de 35 % en 1930 puis en 1931 et connaissent une chute encore plus brutale en 1932. Pire, la Grande Dépression ne se limite bientôt plus aux États-Unis, mais s'exporte en Europe. Les banques américaines, qui ont beaucoup prêté pendant les années 1920 notamment à la république de Weimar, continuent de perdre de l'argent – que les États ne peuvent rembourser (seule la Finlande continua de rembourser). Si près de 22 700 banques sont recensées en 1930, nombreuses sont celles à faire faillite jusqu'en 1933,. Mais Hoover continue d'afficher son optimisme. En mai 1930, il déclare : 
«  Nous avons franchi maintenant le plus grave et nous allons rapidement nous en sortir.  »
 Il se persuade que le plus dur est passé, et le pays connaît même une légère reprise début 1931. Le président n'y est pas étranger, avec son plan de 915 millions de dollars pour de gigantesques plans de travaux publics. Cependant, Hoover se renferme, et se montre beaucoup moins disponible envers les médias que lors des premiers mois de sa présidence. Alors que le président pensait le pire passé, la crise s'intensifia aux États-Unis en touchant l'Europe. La faillite de la Kreditanstalt Bank et l'abandon de l'étalon-or par le Royaume-Uni en 1931 viennent contrecarrer l'une des décisions phares prises par Hoover, à savoir la promulgation de la loi Hawley-Smoot le 17 juin 1930 qui avait considérablement augmenté les droits de douane afin de protéger le marché intérieur américain. La signature de cette loi eut en plus pour conséquence de lui aliéner le soutien de l'aile progressiste du Parti républicain. Or, l'adoption de ce nouveau texte eut pour conséquence d'aggraver la crise, l'Europe mettant à son tour en place des politiques protectionnistes qui diminuèrent les exportations américaines,. Hoover continue de penser que « la prospérité est au coin de la rue », comme il l'avait déclaré en mars 1930, et refuse d'augmenter la masse monétaire en circulation,. Mais l'U.S. Steel, l'une des principales entreprises du pays, donna le coup de grâce au président, en annonçant le 1er octobre 1931 une baisse des salaires de 10 %. Le taux de chômage, lui, ne cesse d'augmenter. Le nombre de chômeurs passe de 6 millions en 1930 à 13 millions deux ans plus tard. Que ce soit à Chicago, New York ou Philadelphie, le taux de chômage dépasse les 40 % des actifs,. Il n'aide guère les agriculteurs, auxquels il avait toujours fait bénéficier de prix attractifs, et pour lesquels il avait promulgué en juin 1929 une autre loi avantageuse pour eux, le Agricultural Marketing Act (en),. Tout au plus, le Congrès accorde un plan de 45 millions de dollars pour les éleveurs pour pouvoir nourrir le bétail.
Ce n'est qu'à la fin de l'année 1931 que le président se résout à changer de stratégie,,. En décembre, il préconise la création d'une Reconstruction Finance Corporation, actée le 2 février 1932. Son rôle est de renflouer les banques, afin que celles-ci soutiennent l'industrie et les agriculteurs. Mais le maintien de l'étalon-or et le manque de confiance des investisseurs ne permit pas de produire les effets escomptés par ce changement de stratégie. Au moment de son départ de la Maison-Blanche, le nombre de chômeurs est proche des 16 millions d'actifs.

##### Situation politique
Lors des élections de mi-mandat de novembre 1930, le Parti démocrate parvient à reprendre le contrôle de la Chambre des représentants,.

##### Incident dit du«Bonus Army»
En juin 1932, des milliers d'anciens combattants de la Première Guerre mondiale se rendent à Washington. Ils réclament la prime que le Congrès leur avait promis à l'époque. Or, ils n'étaient censés la toucher qu'en 1945,. Certains d'entre eux avaient emmené leurs épouses et leurs enfants, installant des campements devant le Congrès pour protester après que le Sénat eut refusé de voter l'anticipation du versement de la prime. Le 28 juillet, sans avertir le président, le général Douglas McArthur, appuyé du major Dwight D. Eisenhower, dispersa la foule avec la police locale et la Garde nationale,,,. Hoover, plutôt que de congédier McArthur, entérina la décision, ce qui allait lui être préjudiciable lors de la campagne pour l'élection présidentielle de 1932.

#### Politique étrangère
Du fait de son expérience pendant la Première Guerre mondiale, Hoover est beaucoup plus internationaliste que ses prédécesseurs républicains. Il s'attache à maintenir des relations cordiales avec les pays d'Amérique latine. Pour autant, il menace à deux reprises la République dominicaine d'une intervention armée et envoya des troupes au Salvador en soutien au gouvernement en place, en proie à une révolte menée par l'extrême gauche. Il mit fin à la guerre des Bananes, retirant les troupes stationnées au Nicaragua et à Haïti,. Malgré sa bonne volonté, Hoover ne peut que constater le déclin de l'ordre international qui avait été établi en 1919, en particulier en Europe.
Sa priorité fut celle du désarmement, en particulier naval, afin que les États-Unis consacrent davantage de moyens aux affaires intérieures. Avec le secrétaire d'État Henry Stimson, Hoover souhaitait renforcer le traité naval de Washington qui datait déjà de 1922. Grâce à ses efforts et ceux de plusieurs pays dont le Japon, le Royaume-Uni et la France, les principales puissances navales signèrent le traité naval de Londres en avril 1930. Pour la première fois, des puissances navales s'engageaient à plafonner le tonnage de leurs navires, y compris des navires auxiliaires, les précédents traités se limitant aux capital ships.
La Grande Dépression conduisit à une dégradation des relations diplomatiques entre les États-Unis et l'Europe. Le fait que les banques américaines cessent de prêter, notamment à la république de Weimar, entraîne une extension de la crise à l'Europe. Entre 1929 et 1932, les échanges extérieurs entre les États-Unis et l'Europe sont divisés par 3. En juin 1931, Hoover propose un moratoire d'un an sur les réparations de la Première Guerre mondiale, mais il se refuse à les annuler, alors même que la République de Weimar et l'Autriche subissent de plein fouet les effets de la crise. La conférence de Lausanne en 1932 entérine la décision, mais en réponse, la France cesse de rembourser sa dette, mécontente que la République de Weimar ait obtenu gain de cause. En plus de cela, la Conférence mondiale pour le désarmement qui se tient à Genève ne donne aucun résultat. Le Japon venait d'envahir la Mandchourie quelques mois plus tôt, et Hoover n'avait pu obtenir du Congrès qu'une condamnation morale et la non-reconnaissance de sa conquête et de la création du Mandchoukouo. L'ordre mondial, que les États-Unis avaient contribué à bâtir, se délitait. Pire, deux mois avant le départ de Hoover, Adolf Hitler prenait le pouvoir en Allemagne.

#### Campagne présidentielle de 1932

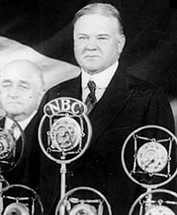
Herbert Hoover prononçant un discours radiodiffusé pendant la campagne.

Collège électoral de l'élection présidentielle de 1932.

À l'approche de l'élection présidentielle de 1932, les cadres du Parti républicain sont très pessimistes,. Peu d'observateurs pensent que le président sortant peut être reconduit pour un second mandat par les électeurs, notamment à cause de la persistance de la crise économique. Hoover est reconduit comme candidat à la présidence lors de la Convention nationale républicaine (en) à Chicago le 14 juin 1932 à la quasi-unanimité, tandis que Charles Curtis fut reconduit beaucoup plus difficilement. Cela intervient à peine un mois avant l'incident dit du « Bonus Army », qui ternira encore davantage la campagne de Hoover,,,. D'ailleurs, les promesses du président sortant sont vagues : allocations chômage, crédits fédéraux supplémentaires pour les fermiers, maintien et accroissement du protectionnisme, maintien de l'étalon-or. Or, la seule proposition originale concerne les allocations chômage. Autrement, Hoover perpétue les recettes républicaines. Hoover tente de se faire discret, mais est contraint de défendre son bilan. De nombreux livres publiés depuis 1930 sont de véritables pamphlets contre le président et sa politique. Lors de ses rares meetings, il est hué par la foule. Hoover prononça neuf discours clés durant la campagne, au cours desquels il passa beaucoup de temps à défendre le bilan de son administration et sa vision de ce que devait être le gouvernement. À l'opposé, la campagne de son adversaire, le gouverneur de l'État de New York Franklin Delano Roosevelt est beaucoup plus dynamique. Le candidat démocrate à la présidence propose une « nouvelle donne » au pays lors de son discours d'acceptation à Chicago le 2 juillet 1932,. Il déclare : 
«  Je vous promets, je me promets une nouvelle donne pour le peuple américain. […] C'est plus qu'une campagne politique. C'est un appel aux armes.  »
 Le New Deal qu'il propose ne repose sur aucune idéologie précise pour l'époque (il est aujourd'hui admis que le New Deal était de sensibilité keynésienne et social-démocrate). Son programme n'est guère plus précis que celui de Hoover, et s'attarde surtout sur les questions économiques,,,. Parmi les propositions du programme de Roosevelt, la suppression du XVIIIe amendement qui a instauré la prohibition, réduction des dépenses fédérales et des emprunts, abandon des interventions économiques du gouvernement fédéral, abaissement des droits de douane et liquidation des surplus agricoles. La plupart de ces propositions sont imprécises, et parfois même contradictoires. Hoover qualifie d'ailleurs son adversaire de « caméléon posé sur de l'écossais ». Mais la campagne de Roosevelt est dynamique, d'autant que le gouverneur est un bien meilleur orateur que Hoover. Le candidat parcourt près de 50 000 kilomètres à travers le pays pour faire connaître ses idées et son programme.
Le 8 novembre 1932, Hoover est largement battu par son adversaire démocrate,,,,. Il ne l'emporte que dans six États, récoltant simplement 59 grands électeurs et ne remporte que 39,59 % des suffrages du vote populaire,,,,,. Il perd près de 26 points par rapport à l'élection présidentielle de 1928, ce qui est sans précédent pour un président sortant (hormis pour William Howard Taft en 1912 qui était concurrencé par la présence de Theodore Roosevelt).

### Après la présidence
Largement battu lors de l'élection présidentielle de 1932, Hoover retourna à Palo Alto en Californie après l'investiture de Franklin Roosevelt. Il passa la majeure partie de son temps à la lecture, la lecture des journaux, à la pêche à la ligne et à sa fondation, la Hoover Institution,. Jusqu'à la fin de la Seconde Guerre mondiale, l'ancien président fut très impopulaire, et fut pendant longtemps considéré comme le principal responsable de la Grande Dépression,. Discret durant les premières années de la présidence Roosevelt, il revint dans le débat public à partir de février 1935.

#### Opposition au New Deal

Herbert Hoover et Franklin Delano Roosevelt dans la limousine présidentielle, le 4 mars 1933.

Deux semaines après l'investiture de Franklin Roosevelt, Hoover manifesta pour la première fois son opposition au New Deal, dans une lettre à l'un de ses amis où il écrivait : 
« Our fight is going to be to stop this move to gigantic Socialism in America. That is what is being done under the demagogic terms of 'planned industry', etc. Correction of abuse has ever been a principle of Republicanism. But socialism never has been. »
« Notre combat sera désormais de stopper cette marche en avant vers le socialisme en Amérique. C'est ce qui risque d'arriver sous couvert de cette politique démagogique de « planification industrielle ». L'un des principes des républicains a toujours été de corriger les inégalités, mais le socialisme jamais. »
 Hoover jugea même « faciste » deux des principales lois adoptées par le Congrès, celles créant la National Recovery Administration et l'Agricultural Adjustment Act. Sa critique du Banking Act (en) allait dans le même sens, y voyant « un pas gigantesque vers le socialisme ». En étant aussi actif, Hoover espérait que sa réputation serait restaurée et qu'il pourrait obtenir un second mandat. Malgré sa défaite écrasante, il pensait pouvoir décrocher facilement l'investiture du Parti républicain pour l'élection présidentielle de 1936. Cependant, sa rhétorique était centrée uniquement contre le New Deal et le Parti démocrate. Entre février 1935 et la Convention nationale républicaine de 1936 (en), il fit un discours chaque mois, au point que la presse parlait d'un « Hoover nouveau ». Il visita 28 États durant cette période.
Pour Hoover, les deux thèmes majeurs de l'élection présidentielle de 1936 seraient l'économie et la destruction des libertés individuelles, imputables selon lui au New Deal. Sa rhétorique incluait une forte dimension morale et spirituelle. Hoover était vu comme un prophète, mais pas comme un candidat crédible. Ainsi, c'est au gouverneur du Kansas Alf Landon que revint la tâche d'être le candidat à la présidence du Parti républicain pour affronter Roosevelt. Landon fut écrasé par Roosevelt, tandis que Hoover amplifia ses critiques contre le New Deal. De plus en plus, l'ancien président s'identifie lui-même comme étant conservateur.

#### Seconde Guerre mondiale
En 1938, il entreprit un voyage en Europe. Le 8 mars 1938, il rencontra Adolf Hitler à Berlin, peu de temps avant l'Anschluss. Au cours de son séjour en Allemagne, il séjourna au pavillon de chasse d'Hermann Göring. À son retour de son voyage en Europe, il alerta sur les persécutions menées contre les juifs en Allemagne. En privé, il pensait qu'Hitler était un homme fou et dangereux. Cependant, Hoover admirait la réussite économique de l'Allemagne. D'ailleurs, comme beaucoup d'étrangers ayant visité le pays et rencontré des dignitaires nazis durant la période, l'ancien président avait été en partie dupé. Il fut l'un des opposants les plus virulents à la politique d'apaisement menée par le Royaume-Uni et suivie par la France.

Après l'invasion de la Pologne, Hoover s'opposa à l'entrée en guerre des États-Unis, y compris au programme de prêt-bail. Il rejeta la proposition de Roosevelt de coordonner le programme d'aides aux pays occupés, mais avec d'anciens camarades de la Commission for Relief of Belgium, il parvient à mettre sur pied une organisation semblable pour la Pologne,. Après l'invasion de la Belgique par l'Allemagne nazie, Hoover fournit également des aides pour les populations civiles, que la propagande allemande niait. Il en fit de même pour la Finlande, envahie par l'Union soviétique lors de la guerre d'Hiver. Hoover continue de refuser l'entrée en guerre des États-Unis, y compris après le déclenchement de l'opération Barbarossa par Hitler. Le 29 juin 1941, il exprime directement son opposition durant un entretien radiodiffusé : 
«  Si nous entrons en guerre et que Staline venait à l'emporter, nous l'aiderions à imposer encore davantage le communisme en Europe et dans le monde. Faire la guerre aux côtés de Staline est plus qu'une parodie. C'est une tragédie.  »
 Après l'entrée en guerre, Hoover ne fut guère appelé par Roosevelt pour servir pendant le conflit, à son grand regret, mais son impopularité persistante et son inimitié avec Roosevelt rendit la chose presque impossible. Il renonça d'ailleurs à se présenter à l'élection présidentielle de 1944 et, à la demande du candidat républicain à la présidence Thomas Dewey, il ne fut guère actif durant la campagne. La même année, il perdit sa femme et quitta sa résidence de Palo Alto pour s'installer au Waldorf-Astoria de New York.

#### Après la Seconde Guerre mondiale

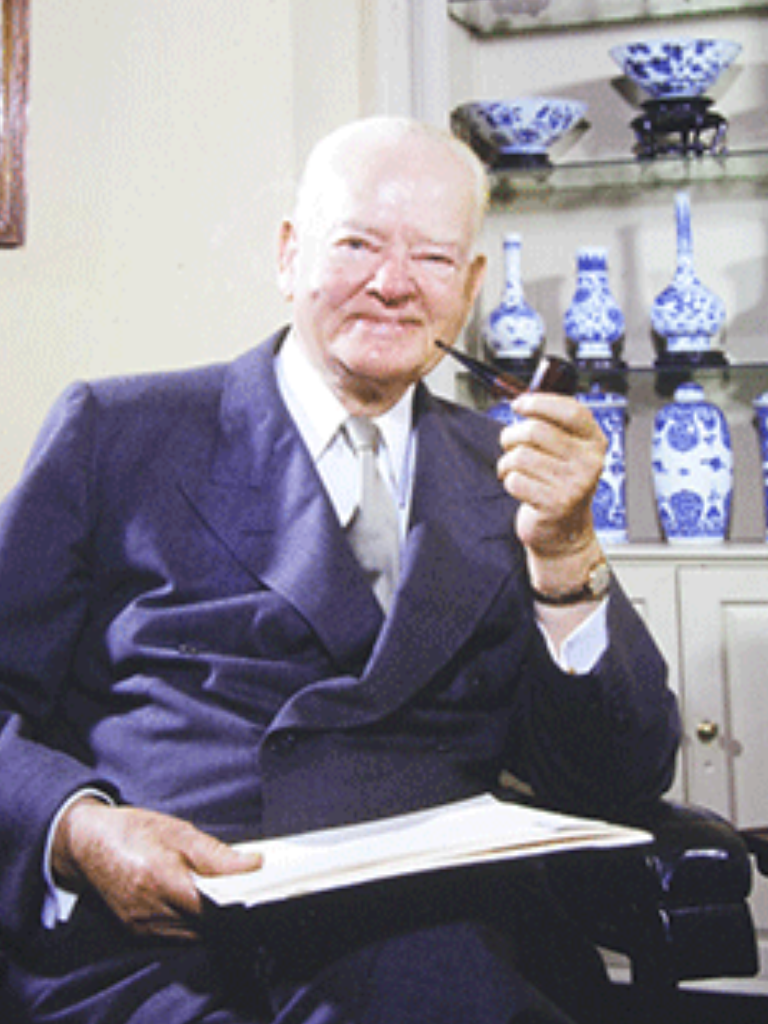
Herbert Hoover, photographié en 1958.

Après la Seconde Guerre mondiale, il devint ami avec le nouveau président Harry Truman, et cela malgré le fait qu'ils n'appartenaient pas au même parti. Le président le nomma d'ailleurs parmi les membres d'une commission pour réformer les administrations. Cette commission l'élira comme son président, et la commission prit le nom de Commission Hoover (en). La commission rendit ses conclusions, en suggérant de nombreux changements pour faciliter la mainmise du président sur les administrations. D'ailleurs, Hoover se rangea à l'idée d'une présidence forte à l'heure de la guerre froide, alors qu'il s'y était opposé tout au long de la présidence de Roosevelt. Tout en soutenant activement la candidature de Thomas Dewey à l'élection présidentielle de 1948, il resta en bons termes avec Truman. Il apporta un soutien actif à l'Organisation des nations unies et à la campagne anti-communiste qui se menait au Congrès, notamment par Richard Nixon et Joseph McCarthy. En 1949, il déclina la proposition de Thomas Dewey, alors gouverneur de l'État de New York, de siéger au Sénat au siège laissé vacant par la démission de Robert F. Wagner.
Lors de l'élection présidentielle de 1952, il apporta son soutien à Robert Taft, mais la nomination revient au général Dwight D. Eisenhower lors de la Convention nationale républicaine de 1952. Eisenhower remporta l'élection face au gouverneur de l'Illinois, le démocrate Adlai Stevenson. Après son accession à la présidence, Eisenhower nomma Hoover à la tête d'une nouvelle commission. Néanmoins, Hoover ne l'appréciait guère, et critiquait l'incapacité d'Eisenhower à mettre fin à certaines politiques du New Deal.
Lors de son arrivée à la Maison-Blanche, John Fitzgerald Kennedy proposa à Hoover de prendre la tête de plusieurs commissions, ce que l'ancien président déclina. Néanmoins, il défendit Kennedy après l'échec du débarquement de la baie des Cochons et fut bouleversé par l'annonce de son assassinat.

## Dernières années et mort
Durant les deux dernières années de sa vie, Hoover fut victime de nombreux soucis de santé. En août 1962, il dut se faire opérer à cause d'une excroissance de son gros intestin. En août 1964, il devient le deuxième président à atteindre 90 ans,. Il meurt dans son appartement au 31e étage du Waldorf-Astoria le 20 octobre 1964 entouré de ses enfants, des suites d'une hémorragie interne et d'un cancer du côlon,. En son honneur, le président Lyndon B. Johnson décréta 30 jours de deuil national.
Il fut honoré par des obsèques nationales et son corps fut exposé sous la rotonde du Capitole. Il est inhumé le 25 octobre 1964 à West Branch, dans sa ville de naissance. Sa femme Lou Henry, inhumée à Palo Alto lors de sa mort en 1944, fut inhumée à ses côtés par la suite.

## Honneurs
- Citoyen d'honneur de la ville de Lille (24 février 1938)[117]
- Doctorat honoris causa de l'université Jagellonne[118]
- Doctorat honoris causa de l'université Charles de Prague[119]
- Doctorat honoris causa de l'université d'Helsinki (14 mars 1938)[120],[121]

## Œuvres
- (en) The Challenge to Liberty, 1934.
- (en) Addresses Upon The American Road, 1933–1938, 1938.
- (en) Addresses Upon The American Road, 1940–41, 1941.
- (en) Addresses Upon The American Road, 1945–48, 1948.
- (en) Memoirs : Years of adventure, 1874–1920, vol. 1, 1952.
- (en) Memoirs : The Cabinet and the Presidency, 1920–1933, vol. 2, 1952.
- (en) Memoirs : The Great Depression, 1929–1941, vol. 3, 1952.

Les archives d'Hoover en tant que président et secrétaire du commerce sont conservés à la bibliothèque présidentielle de West Branch. L'Hoover Institution de Stanford contient aussi un grand ensemble documentaire.